# سوتلا زلاتوا
سِوِتلا اِستفانُوا زِلاتِوا (به بلغاری: Светла Стефанова Златева؛ زادهٔ ۲۵ فوریه ۱۹۵۲) زن دوندهٔ بازنشستهٔ بلغاری در دو رشتهٔ دو سرعت و دو نیمه استقامت است که تخصصش دو ۴۰۰ متر و ۸۰۰ متر بود. او رکورددار سابق جهان در دو ۸۰۰ متر است.